# بلدة ووكر (كانساس)
بلدة ووكر هي بلدة في مقاطعة أندرسون، كانساس، الولايات المتحدة الأمريكية. اعتبارًا من تعداد 2010، كان عدد سكانها 668.

## التاريخ
تأسست بلدة ووكر في عام 1857. تم تسميتها على اسم روبرت جيه ووكر، الحاكم الإقليمي الرابع لكانساس.

## روابط خارجية
- US-Counties.com
- مدينة سيتي.كوم